# Кастел дел'Алпи (Болоња)
Кастел дел'Алпи (итал. Castel dell'Alpi) је насеље у Италији у округу Болоња, региону Емилија-Ромања.
Према процени из 2011. у насељу је живело 154 становника. Насеље се налази на надморској висини од 701 м.